# Der Tanz mit dem Teufel
Der Tanz mit dem Teufel – Die Entführung des Richard Oetker ist ein Fernseh-Kriminalfilm des Privatsenders Sat.1 aus dem Jahre 2001, basierend auf einer wahren Begebenheit.

## Historischer Hintergrund/Filmische Handlung
Am 14. Dezember 1976 wird der 25-jährige Industriellensohn Richard Oetker auf dem Parkplatz der Universität Weihenstephan, an der er zu dieser Zeit studiert, entführt. 47 Stunden dauert das Martyrium – eingepfercht in einer Holzkiste, schwer verletzt von den Folgen eines Elektroschocks. In der Zwischenzeit erpresst der Entführer knapp 21 Millionen DM von der wohlhabenden Familie des Opfers und kann damit fliehen. Oetker wird in einem Wald nahe München freigelassen.
Zwei Jahre ermitteln Polizei und Staatsanwaltschaft, bis sie den mutmaßlichen Entführer, den Kfz-Mechaniker Dieter Zlof, im Film Dieter Cilov genannt, festnehmen und ihn vor Gericht bringen. Hier leugnet Cilov die Tat, aber das Gericht verurteilt ihn zu 15 Jahren Freiheitsstrafe. Doch noch immer bleibt eine Frage offen: Wo ist das Lösegeld? Der Leiter der Sonderkommission am LKA, Helmut Bauer (im Film Georg Kufbach), ermittelt weiterhin.

## Hintergrund
Das rekonstruierte Verbrechen konnte bis ins Detail verfilmt werden, indem Dieter Zlof wichtige Hintergrundinformationen lieferte, für die er eine unbekannte Summe Geld erhielt.
Das Opfer Richard Oetker, das noch heute unter starken körperlichen Beeinträchtigungen leidet, hatte sich wiederholt gegen das Verfilmen seines Martyriums ausgesprochen. Dennoch erklärte sich Richard Oetker bereit, seine Geschichte verfilmen zu lassen, um einem vom Entführer ebenfalls geplanten Film zuvorzukommen.
Um die Persönlichkeitsrechte der Beteiligten zu wahren, wurden die Namen von Täter und Ermittler, also von Dieter Zlof und Helmut Bauer, geändert, nicht jedoch der Name des Opfers.
Der Film war einer der erfolgreichsten Filme aus deutscher Produktion im Jahr 2001.